# Stazione di Riomaggiore
La stazione di Riomaggiore è la fermata ferroviaria di Riomaggiore, nelle Cinque Terre, ed è situata sulla linea ferroviaria Genova-Pisa.

## Storia
La stazione fu inaugurata il 24 ottobre 1874, contestualmente alla tratta ferroviaria Sestri Levante-La Spezia.
Il raddoppio del binario fra Manarola e Riomaggiore fu attivato nel 1920, per essere completato fino a Corniglia il 31 maggio 1959. Durante i relativi lavori l'area della stazione vide la costruzione del portale della galleria Batternara-Riofinale con arco policentrico che comportò la sistemazione definitiva delle aree adiacenti e la costruzione di un nuovo fabbricato viaggiatori a 2 piani, del magazzino merci con piano caricatore e dell'attuale sottopassaggio.
Il 14 dicembre 2003 la stazione venne declassata a fermata.

## Strutture e impianti
La fermata conta due binari, il primo utilizzato prevalentemente dai treni verso la Spezia, il secondo da quelli verso Genova. Un percorso pedonale in galleria, parallelo al binario, consente di raggiungere la parte inferiore del centro storico alla foce del torrente che lo attraversa.
Un secondo percorso pedonale realizzato all'aperto ai tempi della costruzione della linea rappresenta una meta suggestiva nota come "via dell'amore" che congiunge Riomaggiore con Manarola. Normalmente accessibile a pagamento, è attualmente chiusa a causa di un grave franamento delle rocce soprastanti.

## Movimento
La fermata è servita dalle relazioni regionali Trenitalia svolte nell'ambito del contratto di servizio con la Regione Liguria.
Da aprile a novembre la fermata è servita principalmente dal 5 Terre Express, servizio cadenzato ogni 30' tra La Spezia e Levanto.
Nei mesi di giugno e luglio 2011 la fermata fu servita anche dai "Treni del Mare" gestiti dall'impresa privata Arenaways, fallita di lì a poco; ad agosto e settembre 2024, invece, vi effettua fermata l'Espresso "Versilia" di Treni Turistici Italiani.

## Servizi
La fermata dispone dei seguenti servizi:
- Biglietteria a sportello gestita dal Parco nazionale delle Cinque Terre
- Biglietteria automatica
- Servizi igienici
- Bar